# یوجی کوبایاشی
یوجی کوبایاشی (انگلیسی: Yūji Kobayashi؛ زادهٔ ۳ سپتامبر ۱۹۷۹) فیلم‌نامه‌نویس اهل ژاپن است.